# 史黛西-安·威廉姆斯
史黛西-安·威廉姆斯（英語：Stacey-Ann Williams，1999年3月8日—），牙買加田徑運動員，她代表牙買加隊參加了日本舉行的2020年夏季奧林匹克運動會，並且在女子4×400米接力比賽上獲得銅牌。